# Alfredo Graciani
Alfredo Oscar Graciani, noto semplicemente come Alfredo Graciani (Buenos Aires, 6 gennaio 1965 – Buenos Aires, 21 aprile 2021), è stato un calciatore argentino, di ruolo attaccante.
Bomber degli Xeneizes nella seconda metà degli anni ottanta con cui segnò 83 reti in 250 presenze vincendo anche una Supercoppa Sudamericana ed una Recopa Sudamericana. Soprannominato El Murciélago (in italiano Il pipistrello) è morto a 56 anni a causa di un arresto cardiaco.

## Palmarès

### Competizioni nazionali
- Primera B Nacional: 2

Atlanta: 1983
Argentinos Juniors: 1996-1997

### Competizioni internazionali
- Supercoppa Sudamericana: 1

Boca Juniors: 1989
- Recopa Sudamericana: 1

Boca Juniors: 1990